# Bob ai II Giochi olimpici invernali - Bob a quattro maschile
La gara di bob a quattro maschile ai II Giochi olimpici invernali originariamente programmata nei giorni 16 e 17 febbraio con due manche giornaliere. Ma la temperatura elevata fuori stagione ha causato un rinvio il giorno 18 febbraio con solo due manche disputate. 
Pur essendo una corsa di bob a quattro, il regolamento della gara prevedeva anche l'utilizzo di un quinto componente.

## Risultati
| Pos.    | Equipaggi        | Atleti | 1 Manche | 2 Manche | Totale |
| ------- | ---------------- | --- | -------- | -------- | ------ |
| Oro     | Stati Uniti II   | William Fiske, Nion Tucker, Geoffrey Mason, Clifford Gray, Richard Parke                                     | 1'38"9   | 1'41"6   | 3'20"5 |
| Argento | Stati Uniti I    | Jennison Heaton, David Granger, Lyman Hine, Thomas Doe, Jay O'Brien                                          | 1'42"3   | 1'38"7   | 3'21"0 |
| Bronzo  | Germania II      | Hanns Kilian, Valentin Krempl, Hans Heß, Sebastian Huber, Hans Nägle                                         | 1'41"7   | 1'40"2   | 3'21"9 |
| 4       | Argentina I      | Arturo Gramajo, Ricardo González, Mariano de María, Rafael Iglesias, John Victor Nash                        | 1'40"1   | 1'42"5   | 3'22"6 |
| 5       | Argentina II     | Eduardo Hope, Jorge del Carril, Héctor Milberg, Horacio Iglesias, Horacio Gramajo                            | 1'42"3   | 1'40"6   | 3'22"9 |
| 6       | Belgio I         | Ernest Lambert, Marcel Sedille-Courbon, Léon Tom, Max Houben, Walter Ganshof                                 | 1'39"8   | 1'44"7   | 3'24"5 |
| 7       | Romania II       | Grigore Socolescu, Mircea Socolescu, Ion Gavăţ, Toma Ghiţulescu, Traian Niţescu                              | 1'43"8   | 1'40"8   | 3'24"6 |
| 8       | Svizzera I       | Charles Stoffel, Henry Höhnes, Louis Koch, E. Coppetti, René Fonjallaz                                       | 1'43"1   | 1'42"6   | 3'25"7 |
| 9       | Gran Bretagna II | Henry Martineau, Walter Birch, Eddie Hall, John Gee, John Aymer Dalrymple                                    | 1'41"7   | 1'44"5   | 3'26"2 |
| 10      | Gran Bretagna I  | George Pim, Frederick Browning, David Griffith, Guy Tracey, Thomas Warner                                    | 1'40"6   | 1'45"7   | 3'26"3 |
| 11      | Messico          | L. M. Elizaga, Mario Casasos, G. Díaz, J. Díaz, Juan de Landa                                                | 1'44"9   | 1'42"8   | 3'27"7 |
| 12      | Paesi Bassi      | Curt van de Sandt, Edwin Teixeira de Mattos, Henri Dekking, Jacques Delprat, Hubert Menten                   | 1'43"5   | 1'45"5   | 3'29"0 |
| 13      | Svizzera II      | André Mollien, John Schneiter, René Ansermoz, Jean Mollien, William Pichard                                  | 1'41"7   | 1'48"2   | 3'29"9 |
| 14      | Francia I        | Jean de Suarez d'Aulan, Jacques Petit-Didier, Michel Baur, Roger Petit-Didier, William Beamisch              | 1'43"7   | 1'46"3   | 3'30"0 |
| 15      | Francia II       | André Dubonnet, Bernard du Pontavice de Heussey, Joseph Dedein, Jacques Rheins, Stéphane de la Rochefoucault | 1'45"7   | 1'44"5   | 3'30"2 |
| 16      | Belgio II        | Charles Mulder, Ferdinand Hubert, Louis Rooy, Hubert Kryn, Robert Langlois                                   | 1'45"0   | 1'46"2   | 3'31"2 |
| 17      | Polonia          | Józef Broel-Plater, Jerzy Bardziński, Jerzy Potulicki-Skórzewski, Jerzy Łucki, Antoni Bura                   | 1'44"8   | 1'46"8   | 3'31"6 |
| 18      | Germania I       | Hans Edgar Endres, Paul Martin, Rudolf Soenning, Paul Volkhardt, Karl Max Reinhardt                          | 1'48"0   | 1'43"9   | 3'31"9 |
| 19      | Romania I        | Alexandru Berlescu, Petre Petrovici, Horia Roman, Eugen Ştefănescu, Tita Rădulescu                           | 1'47"3   | 1'44"9   | 3'32"2 |
| 20      | Lussemburgo      | Marc Schoetter, Willy Heldenstein, Auguste Hilbert, Raoul Weckbecker, Pierre Kaempff                         | 1'45"8   | 1'46"9   | 3'32"7 |
| 21      | Italia           | Giancarlo Morpugo, Carlo Sem, Luigi Cerutti, Giuseppe Crivelli, Piero Marchetti                              | 1'45"0   | 1'49"6   | 3'34"6 |
| 22      | Austria II       | Franz Lorenz, Benno Karner, Richard Lorenz, Franz Wohlgemuth, Eduard Pechanda                                | 1'52"3   | 1'49"7   | 3'42"0 |
| -       | Austria I        | Gustav Mader, Ferdinand Langer, Franz Pamperl, Walter Sehr, Michael Waissnix                                 | 1'44"2   | DQ       | -      |